# Molnár Emil
ELTE (-1990; PhD -1970;CsC -1976)
Molnár Emil (Kecskemét, 1943. január 11. –) magyar matematikus, nyugalmazott egyetemi tanár a Budapesti Műszaki és Gazdaságtudományi Egyetem
Matematika Intézet Geometria Tanszékén. A Budapesti Műszaki és Gazdaságtudományi Egyetem (BME) Geometriai Tanszékv ezető egyetemi docense, majd tanára. A matematikai tudományok kandidátusa (1976), habilitált 1995-ben. A Bolyai János Matematikai Társulat, a Magyar Rajztanárok Országos Egyesülete, valamint a Geometria és Grafika Nemzetközi Társaság és Magyar Tagozata (Konstruktív Geometria Egyesület) tagja.

## Életpályája
1961-ben érettségizett a győri Révai Miklós Gimnáziumban. 1966-ban diplomázott az Eötvös Loránd Tudományegyetem Természettudományi Kar matematika-fizika-ábrázoló geometria szakán. 1966-tól a Bolyai János Matematikai Társulat tagja. 1966–1990 között az Eötvös Loránd Tudományegyetem Ábrázoló és Projektív Geometria Tanszéken, majd Geometria Tanszéken dolgozott, 1978-tól docensi kinevezéssel. 1986-tól az Országos Tudományos Kutatási Alapprogramok (OTKA) és más pályázatok tagja illetve témavezetője. 1989 őszén A. W. M. Dress professzor meghívására a Bielefeldi Egyetem vendégkutatója. 1992–2007 között tanszékvezető a BME Geometria Tanszékén. 1993–2008 között a Konstruktív Geometria Alapítvány Kuratóriumának elnöke volt. 1995-ben a Bécsi Műszaki Egyetem vendégprofesszora, 1996 óta egyetemi tanár. DAAD (Aachen) programban társ-témavezető, Akadémiai csereprogramban (Novoszibirszk) közös geometria kutatások. 2007-ig a Budapesti Műszaki és Gazdaságtudományi Egyetem Matematika Habilitációs és Doktori Bizottság tagja, a Geometriai Algoritmusok alprogram vezetője volt, 2013-ban nyugdíjba vonult. A BEAC Örökös Bajnoka (2018, asztalitenisz, sakk).
Kutatási területe: a geometriai transzformációcsoportok axiomatikai, diszkrét és differenciálgeometriai, topológiai vonatkozásai, kristálygeometria és a nem euklideszi geometriák. Oroszul, angolul és németül beszél.

## Családja
Szülei Molnár Ernő (1912–1994) a győri Révai Miklós Gimnázium tanára és Tarics Mária Klára (1919–2012). Felesége, Kováts Márta, matematika-fizika szakos tanár (1942–). Két fiuk született: Csaba (1973–) és Zsolt (1975–).

## Művei
javította: Molnár Emil (2025. április 21)
- Matematikai versenyfeladatok gyűjteménye, 1947-1970 (1974, 1980, 1983, 1989)
- Geometria (1986, 1989) I. P. Jegorov könyvének fordítása oroszból
- Elemi Matematika III (szerk. ~1967-től jegyzet), Versenyfeladatok  (1997)
- Elemi Matematika II. (szerk. ~1967-től jegyzet), Geometriai transzformációk (1997)
- A matematikai és fizikai térfogalom kapcsolatáról és világnézeti vonatkozásáról (1972), ELTE TTK tanár-továbbképzési jegyzet
- ELTE TTK Szakmódszertani Közleményei (1974(?)-1984(?)) technikai szerkesztője több közleménnyel
- Non-Euclidean Geometries, János Bolyai Memorial Volume (Springer 2006) Editors: András Prékopa and Emil Molnár
- Matematikai Lapok Bolyai-emlékszám (2010), Vendégszerkesztők: Prékopa András és Molnár Emil
- Magyar Tudományos Művek Tára (MTMT)

## Díjai
- Kürschák József-díj (1961, 2. díj Bollobás Bélával)[4] (A Kürschák József Matematikai Tanulóversenyek eredményei)
- Kiváló Munkáért (1981)
- Országos Tudományos Diákköri Tanács Emlékérem (2003?)
- Bolyai János Emlékérem (2010)
- József Nádor Emlékérem (BME, 2013)